# Polska na Mistrzostwach Europy w Lekkoatletyce 1998
Polska na Mistrzostwach Europy w Lekkoatletyce 1998 – reprezentacja Polski podczas zawodów liczyła 59 zawodników, którzy zdobyli osiem medal w tym trzy złote.

## Rezultaty

### Mężczyźni
- bieg na 100 metrów
  - Marcin Krzywański zajął 7. miejsce
  - Marcin Nowak zajął 8. miejsce
  - Ryszard Pilarczyk odpadł w półfinale
- bieg na 200 metrów
  - Piotr Balcerzak odpadł w eliminacjach
  - Marcin Urbaś odpadł w eliminacjach
- bieg na 400 metrów
  - Robert Maćkowiak zajął 2. miejsce
  - Tomasz Czubak zajął 4. miejsce
  - Piotr Haczek zajął 5. miejsce
- bieg na 800 metrów
  - Wojciech Kałdowski zajął 6. miejsce
  - Paweł Czapiewski odpadł w eliminacjach
- bieg na 110 metrów przez płotki
  - Artur Kohutek zajął 5. miejsce
  - Krzysztof Mehlich odpadł w eliminacjach
  - Ronald Mehlich odpadł w eliminacjach
- bieg na 400 metrów przez płotki
  - Paweł Januszewski zajął 1. miejsce
  - Bartosz Gruman odpadł w eliminacjach
- bieg na 3000 metrów z przeszkodami
  - Rafał Wójcik zajął 8. miejsce
  - Jan Zakrzewski odpadł w eliminacjach
  - Michał Bartoszak odpadł w eliminacjach
- sztafeta 4 x 100 metrów
  - Marcin Krzywański, Marcin Nowak, Piotr Balcerzak i Ryszard Pilarczyk zajęli 3. miejsce
- sztafeta 4 x 400 metrów
  - Piotr Rysiukiewicz, Tomasz Czubak, Piotr Haczek, Robert Maćkowiak oraz Piotr Długosielski i Jacek Bocian (półfinał) zajęli 2. miejsce
- chód na 50 kilometrów
  - Robert Korzeniowski zajął 1. miejsce
  - Tomasz Lipiec zajął 5. miejsce
  - Stanisław Stosik nie ukończył
- skok w dal
  - Grzegorz Marciniszyn odpadł w kwalifikacjach
- skok wzwyż
  - Artur Partyka zajął 1 miejsce
- skok o tyczce
  - Krzysztof Kusiak odpadł w kwalifikacjach
- rzut dyskiem
  - Andrzej Krawczyk odpadł w kwalifikacjach
- rzut młotem
  - Szymon Ziółkowski zajął 5. miejsce
  - Maciej Pałyszko odpadł w kwalifikacjach
- rzut oszczepem
  - Dariusz Trafas zajął 11. miejsce
- dziesięciobój
  - Sebastian Chmara nie ukończył

### Kobiety
- bieg na 200 metrów
  - Kinga Leszczyńska odpadła w eliminacjach
- bieg na 800 metrów
  - Aleksandra Dereń odpadła w eliminacjach
- bieg na 1500 metrów
  - Anna Jakubczak zajęła 4. miejsce
  - Lidia Chojecka zajęła 6. miejsce
- bieg na 5000 metrów
  - Dorota Gruca zajęła 15. miejsce
- maraton
  - Renata Paradowska zajęła 11. miejsce
- sztafeta 4 x 100 metrów
  - Agnieszka Rysiukiewicz, Kinga Leszczyńska, Monika Borejza oraz Irena Sznajder odpadły w półfinale
- chód na 10 kilometrów
  - Katarzyna Radtke zajęła 6. miejsce
- skok w dal
  - Dorota Brodowska odpadła w kwalifikacjach
  - Agata Karczmarek odpadła w kwalifikacjach
- trójskok
  - Ilona Pazoła odpadła w kwalifikacjach
- skok wzwyż
  - Donata Jancewicz zajęła 2. miejsce
- skok o tyczce
  - Monika Pyrek zajęła 7. miejsce
  - Anna Wielgus odpadła w kwalifikacjach
- pchnięcie kulą
  - Katarzyna Żakowicz zajęła 5. miejsce
  - Krystyna Zabawska zajęła 11. miejsce
- rzut dyskiem
  - Marzena Zbrojewska odpadła w kwalifikacjach
  - Katarzyna Żakowicz odpadła w kwalifikacjach
- rzut młotem
  - Kamila Skolimowska zajęła 7. miejsce
  - Agnieszka Pogroszewska odpadła w kwalifikacjach
  - Jolanta Borawska odpadła w kwalifikacjach
- rzut oszczepem
  - Ewa Rybak zajęła 12. miejsce
- siedmiobój
  - Urszula Włodarczyk zajęła 2. miejsce
  - Maria Kamrowska nie ukończyła
  - Elżbieta Rączka nie ukończyła